# Maison Jokanović à Užice
La maison Jokanović à Užice (en serbe cyrillique : Јокановића кућа у Ужицу ; en serbe latin : Jokanovića kuća u Užicu) se trouve à Užice, dans le district de Zlatibor, en Serbie. Elle est inscrite sur la liste des monuments culturels protégés de la république de Serbie (identifiant no SK 908).

## Présentation

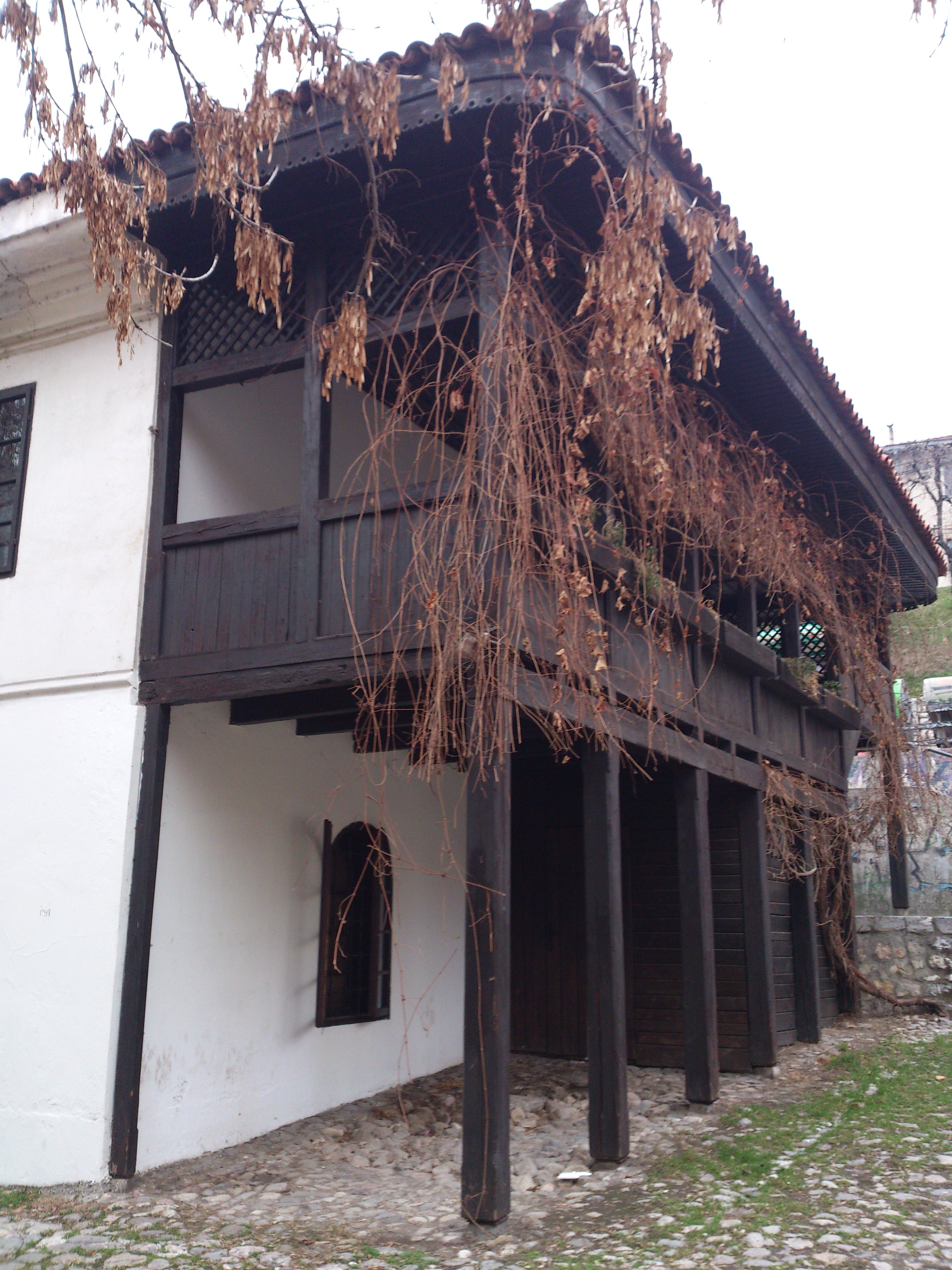
Autre vue de la maison.

La maison a été construite dans la seconde moitié du XIXe siècle pour la famille Jokanović, l'une des familles de commerçants les plus riches d'Užice ; les Jokanović vendaient, entre autres, du vin et de l'eau-de-vie et possédaient plusieurs « mehanas » (tavernes) dans la ville,.
Située en plein centre ville, à côté de la Galerie municipale d'Užice, La maison comporte un rez-de-chaussée et un étage ; elle est caractéristique de l'architecture balkanique orientale.

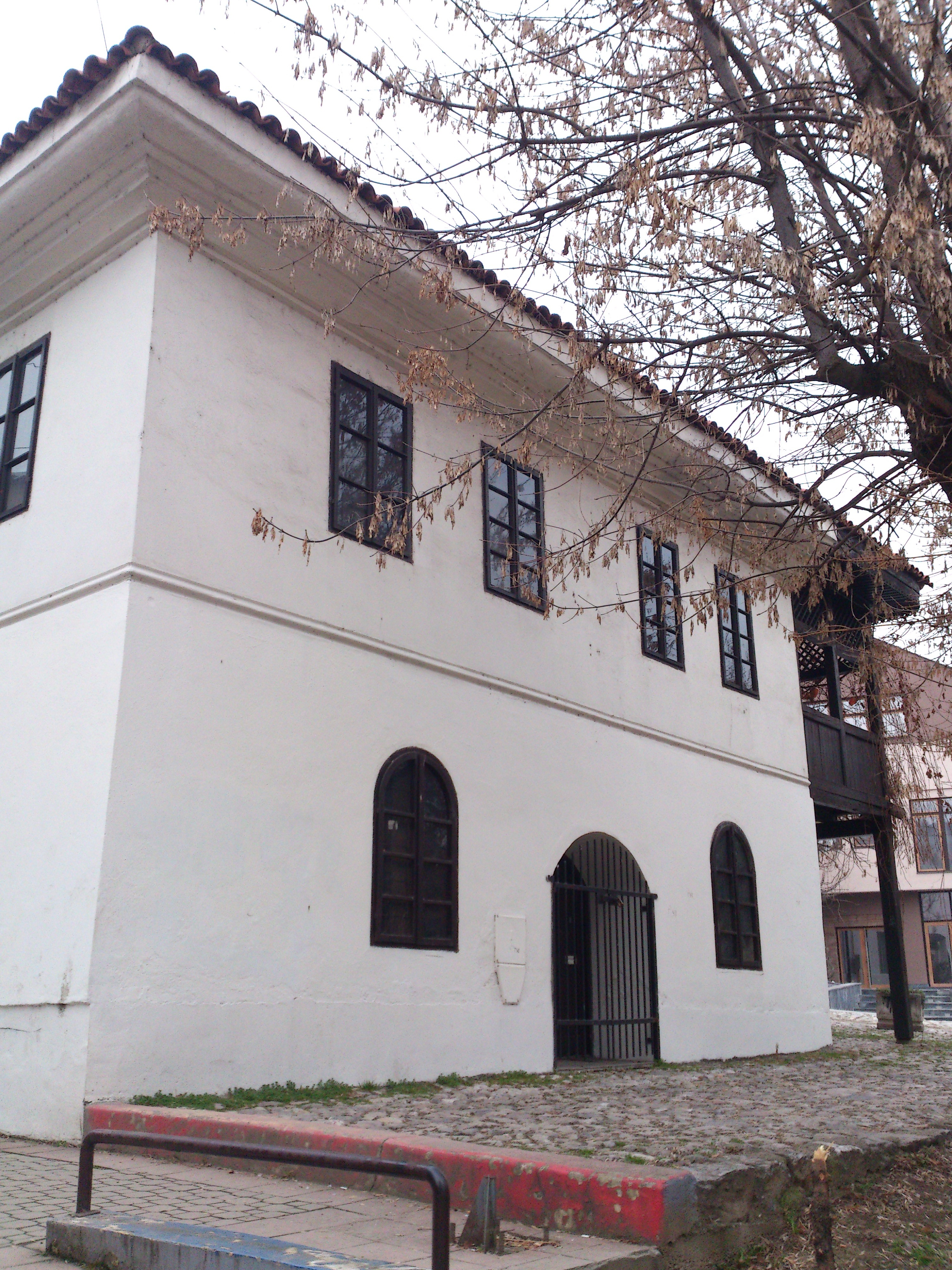
Autre vue de la maison.

En 1988, la maison Jokanović a été déclarée bien culturel et monument culturel. Des travaux de restauration du bâtiment ont été réalisés entre 1989 et 1992, pour transformer la maison en musée ethnographique.
En 1992, une exposition permanente du musée national d'Užice y a été installée, intitulée « Maison de ville à Užice au XIXe siècle et au début du XXe siècle ». Le but de cette exposition est de montrer comment l'une des périodes les plus importantes du développement de la ville, la libération de la domination ottomane, s'est reflétée dans la famille, c'est-à-dire dans la façon de vivre dans une maison de ville ; l'exposition tente aussi de montrer la transformation d'Užice à cette période charnière d'une ville orientale (šeher) à une ville serbe,.
À l'étage, l'exposition est constituée de trois unités : la « pièce orientale », qui montre le logement des habitants à Užice au XIXe siècle, la « chambre de ville de la jeune fille », qui marque le début d'une nouvelle époque serbe, où après la libération des Turcs, les marchands et artisans serbes ont besoin d'appartements plus beaux et plus confortables, de costumes européens, de bijoux, etc.
Enfin, le « salon » de la maison de ville de la fin du XIXe siècle et du début du XXe siècle montre une époque où une couche de riches habitants se développe à Užice, avec des commerçants qui veulent afficher leur prospérité en menant une vie plus luxueuse.
Le rez-de-chaussée accueille des expositions temporaires.